# Legislativrat (Brunei)
Der Legislativrat von Brunei (englisch Legislative Council of Brunei, malaaisch Majlis Mesyuarat Negara) ist die Legislative im Einkammersystem Bruneis. Er hat seinen Sitz im State Legislative Council Building in der Hauptstadt Bandar Seri Begawan.
Der Legislativrat nimmt lediglich eine beratende Funktion für den Sultan, insbesondere in Fragen des Staatshaushaltes, ein.

## Geschichte
Der Rat wurde 1959 durch Artikel 3 der Verfassung Bruneis eingerichtet. Seine erste Sitzung fand am 21. Oktober 1959 in Lapau statt. Der Legislativrat hatte seine letzte Sitzung am 12. Februar 1984, ehe Sultan Hassanal Bolkiah ihn auflöste und die absolute Macht an sich nahm. Erst  am 25. September 2004 wurde das Parlament per Erklärung des Sultans wieder eingesetzt. Am 1. September 2005 wurde dieser erneut aufgelöst und auf Grundlage des Abschnitts 6 der neuen Verfassung einen Tag später wieder gegründet.

## Abgeordnete
Der Legislativrat setzt sich aus dem bruneiischen Sultan, dem Kronprinzen als Mitglied des Ministerrates von Brunei, allen Ministern des Ministerrates und drei verschiedenen Arten von sonstigen Abgeordneten zusammen: adelige Mitglieder, Vertreter der Distrikte und weitere Mitglieder. Alle Mitglieder werden vom Sultan bestimmt und müssen mindestens 21 Jahre alt sein.
Er hat derzeit (März 2019) 36 Mitglieder.

## Gebäude

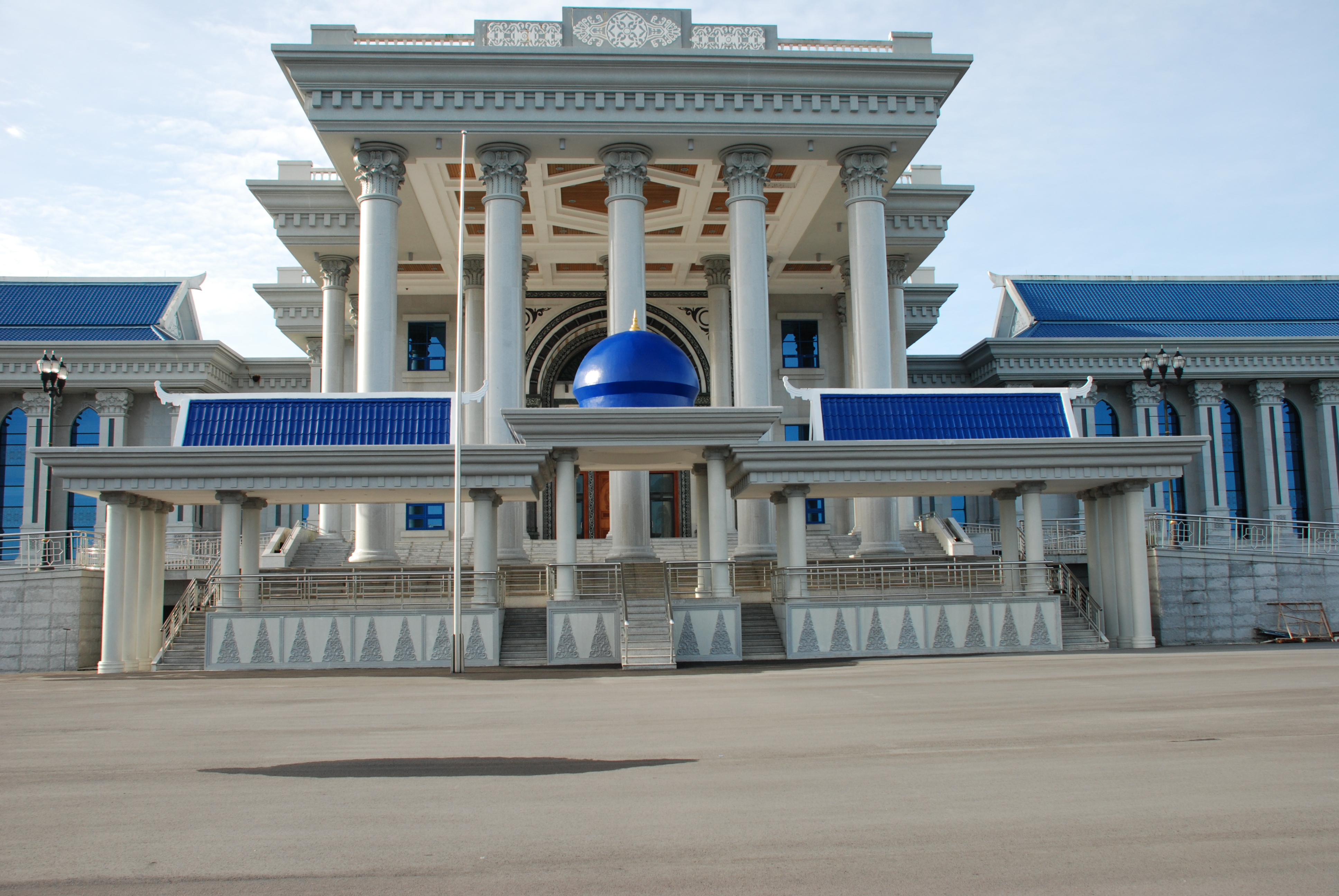
Säulen am Eingang des Gebäudes

Der Legislativrat sitzt im State Legislative Council Building, das am 4. März 2008 nach mehrjähriger Bauzeit vom Sultan eröffnet wurde. Es befindet sich etwa 15 Autominuten vom Zentrum von Bandar Seri Begawan entfernt. Der Grundstein zum Bau wurde am 28. Juli 2005 gelegt. Der monumentale Bau steht auf einem Grundstück von 10,7 Hektar und hat 62 Millionen Brunei-Dollar gekostet.
Am Porte-cochère befinden sich fünf und neun Säulen, die das Jahr 1959, (die Einführung der Verfassung Bruneis) symbolisieren sollen. Am Eingang des Sitzungssaals befinden sich acht und vier Säulen, die das Jahr der Unabhängigkeit 1984 symbolisieren sollen.